# Le Verdier
Le Verdier (occitanisch Lo Verdièr) ist eine südfranzösische Gemeinde mit 227 Einwohnern (Stand 1. Januar 2022) im Département Tarn in der Region Okzitanien. Die Gemeinde gehört zum Arrondissement Albi und zum Kanton Vignobles et Bastides. Die Einwohner werden Verdiérois und Verdiéroises genannt.

## Lage
Le Verdier liegt in der Région naturelle Gaillacois, etwa 25 Kilometer westnordwestlich von Albi und etwa 54 Kilometer nordöstlich von Toulouse am Vère. Das Gemeindegebiet wird außerdem vom Bach Vervère, dem Bach Escourou und zwei weiteren kleinen Wasserläufen entwässert.
Umgeben wird Le Verdier von den Nachbargemeinden Saint-Beauzile im Norden, Vieux im Osten, Cahuzac-sur-Vère im Südosten, Castelnau-de-Montmiral im Süden sowie Sainte-Cécile-du-Cayrou im Westen.

## Bevölkerungsentwicklung
| Jahr                       | 1962 | 1968 | 1975 | 1982 | 1990 | 1999 | 2006 | 2017 |
| Einwohner                  | 268  | 261  | 249  | 238  | 211  | 213  | 224  | 224  |
| Quellen: Cassini und INSEE |      |      |      |      |      |      |      |      |

## Sehenswürdigkeiten
- Dolmen am Lieu-dit Peyro Lebado
- Pfarrkirche Saint-Pierre-et-Saint-Paul aus der zweiten Hälfte des 16. Jahrhunderts
- Taubenschlag
- Festes Haus aus dem 16. Jahrhundert

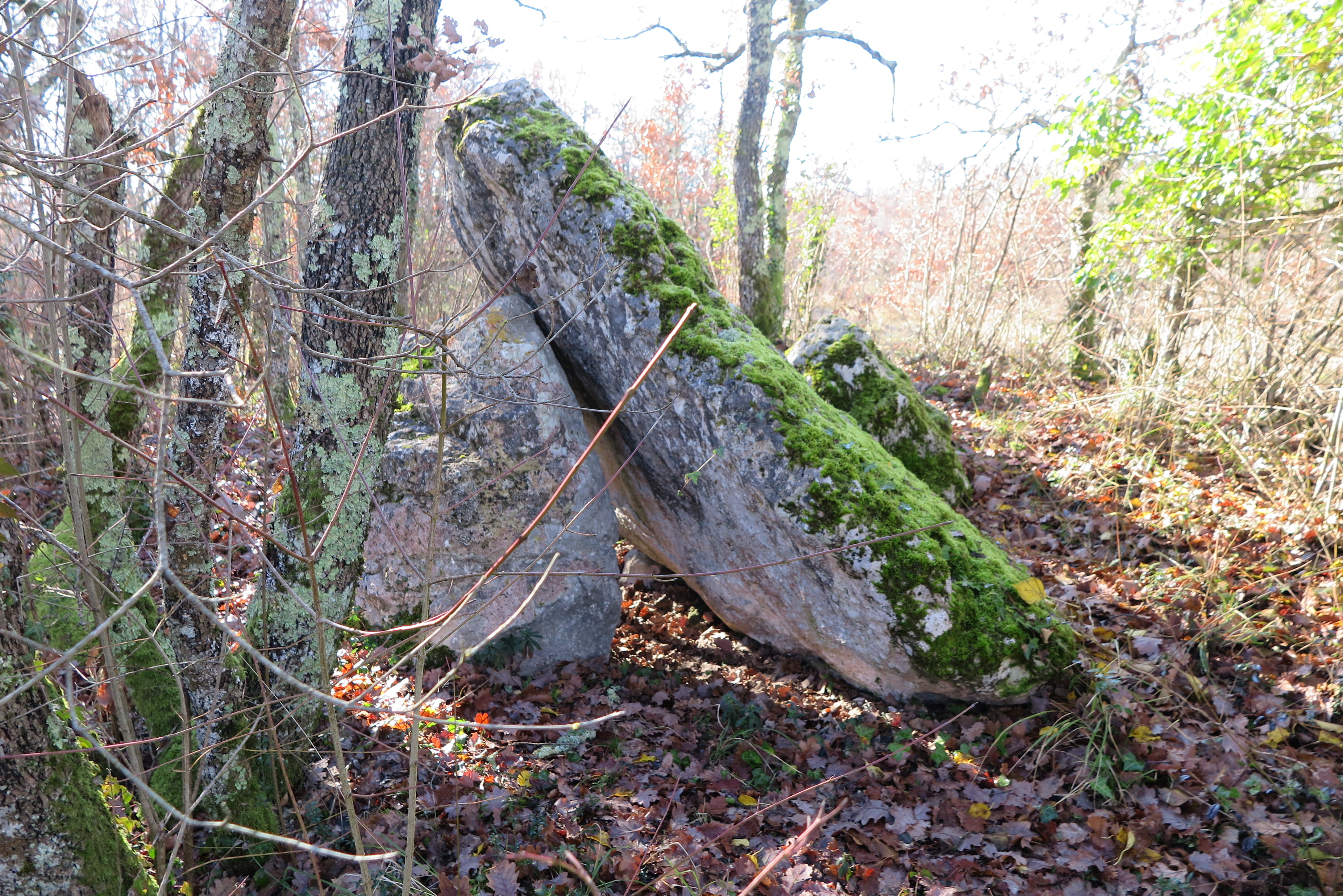
Dolmen
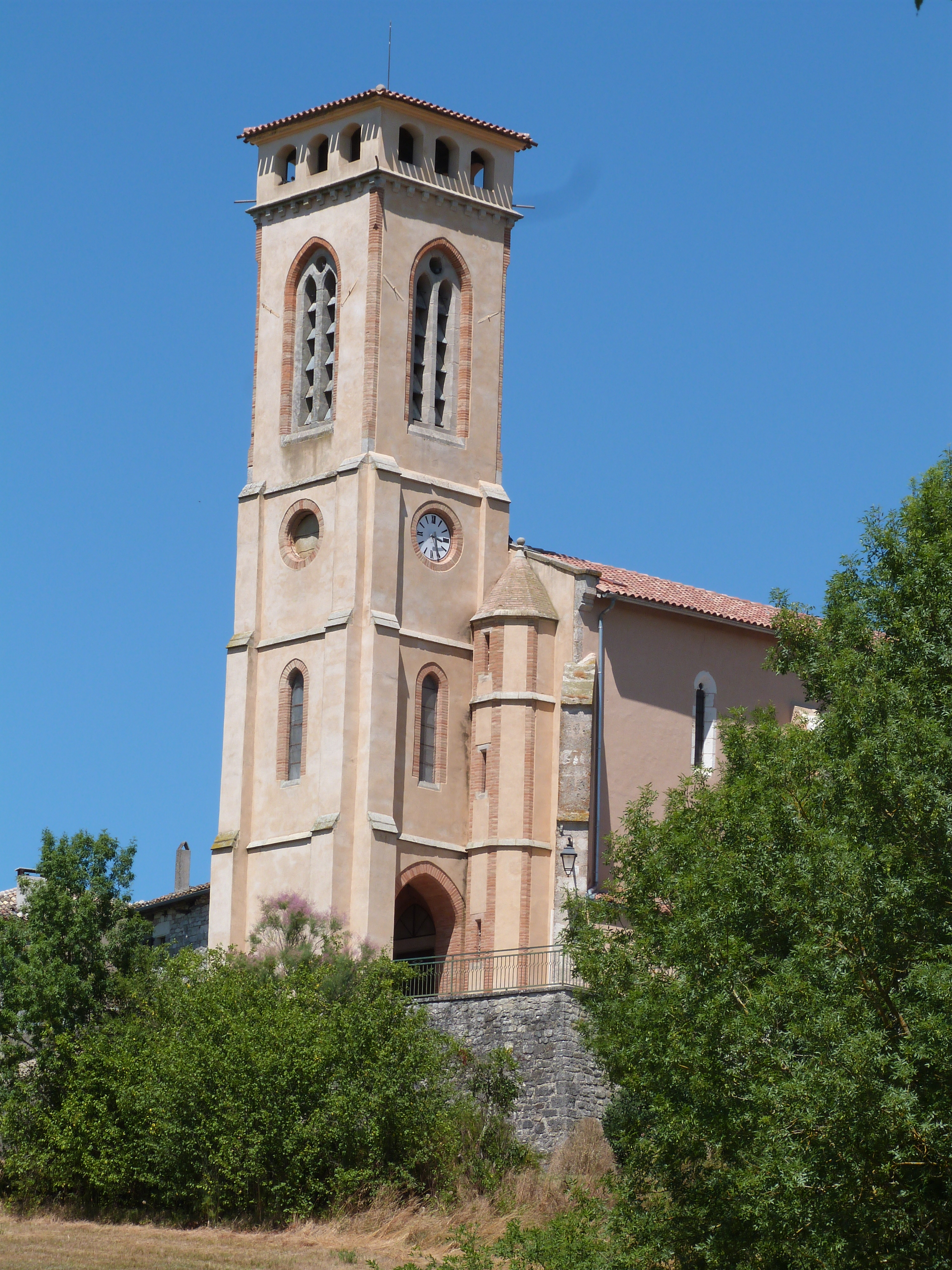
Pfarrkirche Saint-Pierre-et-Saint-Paul
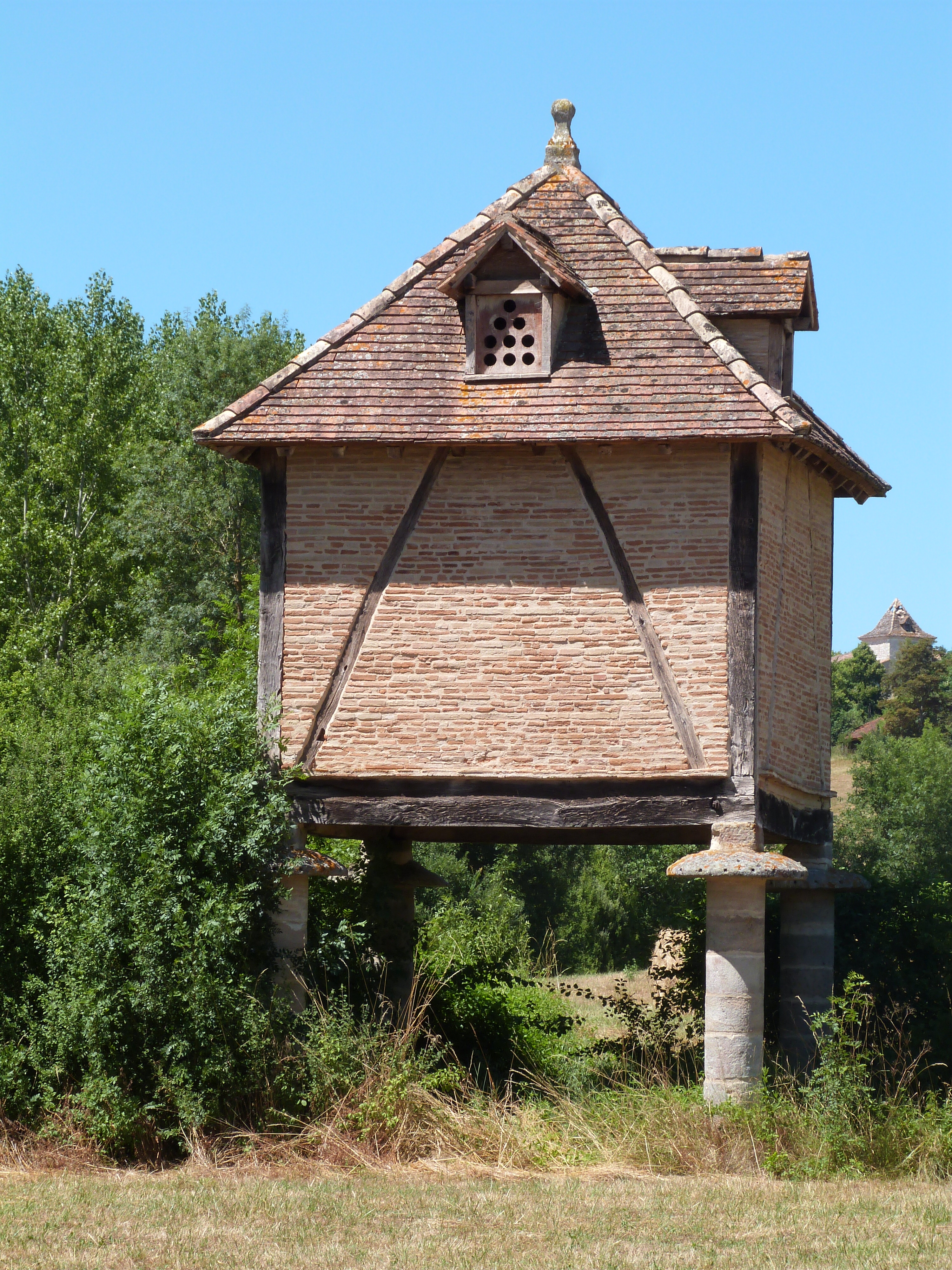
Taubenschlag